# Euselasiinae
De Euselasiinae vormen een onderfamilie van de vlinderfamilie van de prachtvlinders (Riodinidae).

## Taxonomie
De indeling op tribus- en geslachtsniveau is als volgt:
- Tribus Corrachiini
  - Corrachia Schaus, 1913
  - Styx Staudinger, 1876
- Tribus Euselasiini
  - Euselasia Hübner, 1819
  - Hades Westwood, 1851
  - Methone Doubleday, 1847